# Museikajen

Museikajen är en kaj och en gata på Blasieholmen i Stockholm. Den sträcker sig längs Blasieholmens ostligaste del från Södra Blasieholmshamnen till Nybrokajen och passerar Museiparken. 
Gatan fick sitt namn 1963 som påminner om Nationalmuseum vid gatans västra sida. Från Museikajen har man en grandios utsikt över Ladugårdslandsviken och Skeppsholmen.

## Bilder

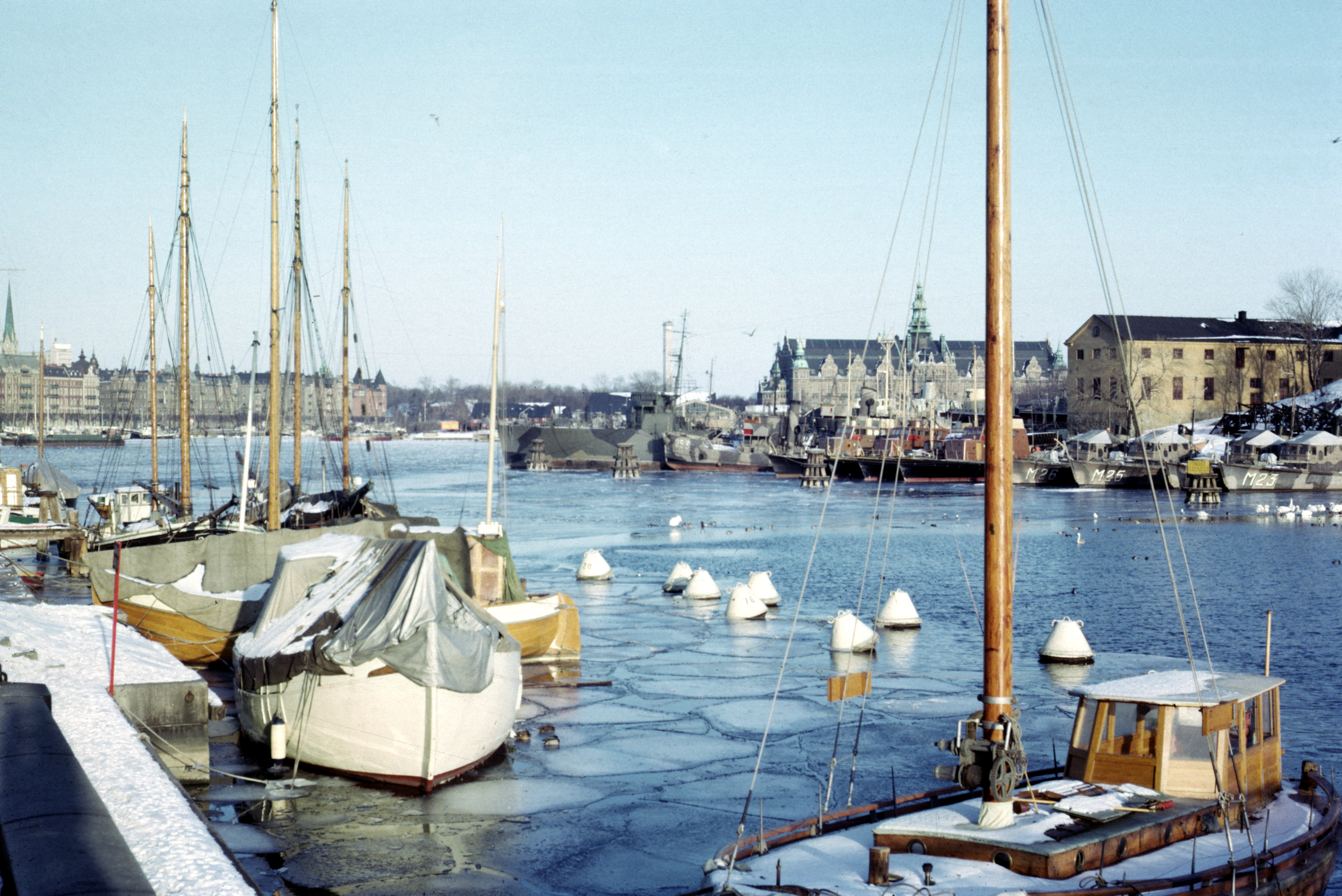
Vy från Museikajen mot öst, 1965
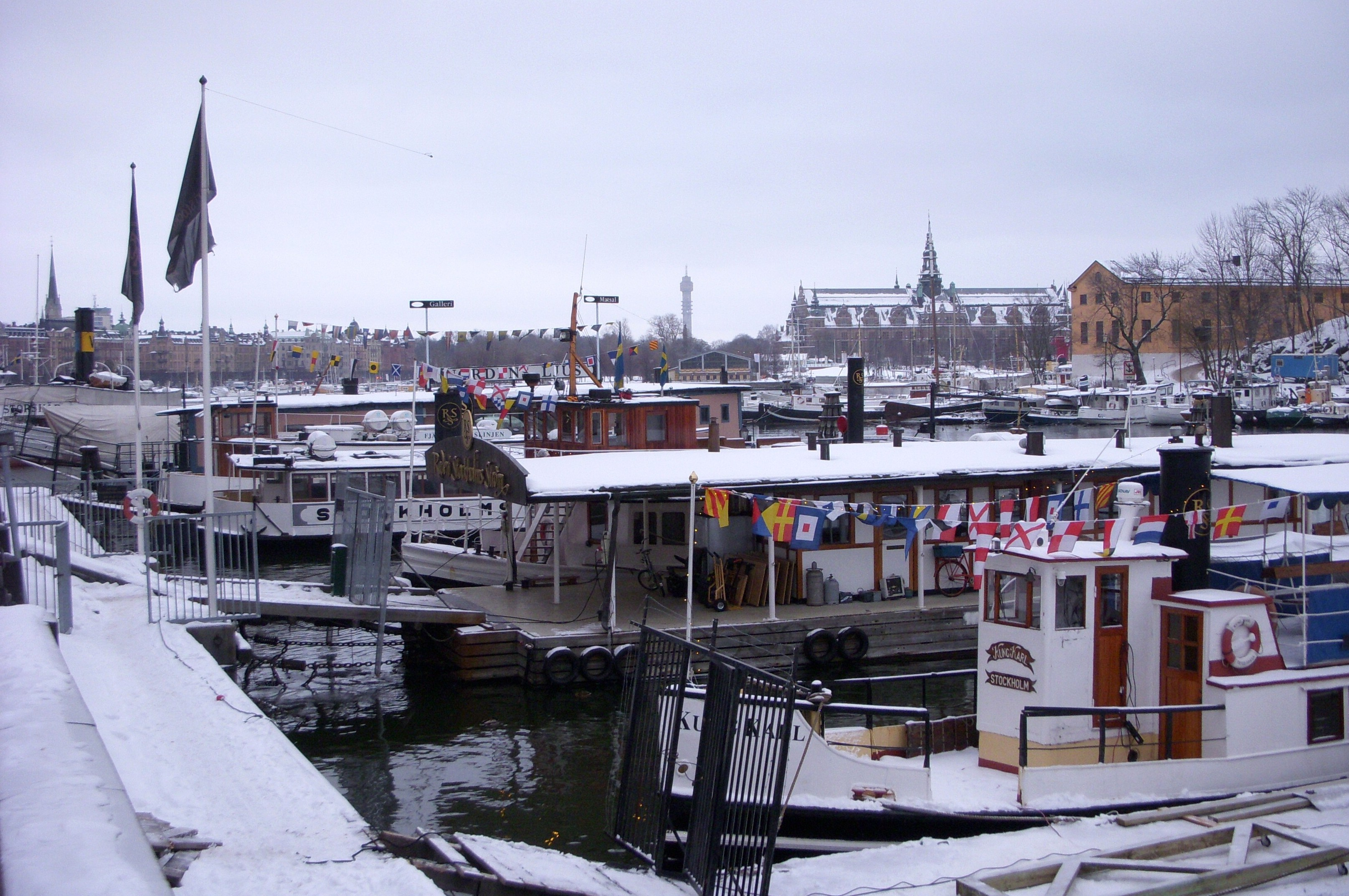
Vy från Museikajen mot öst, 2010
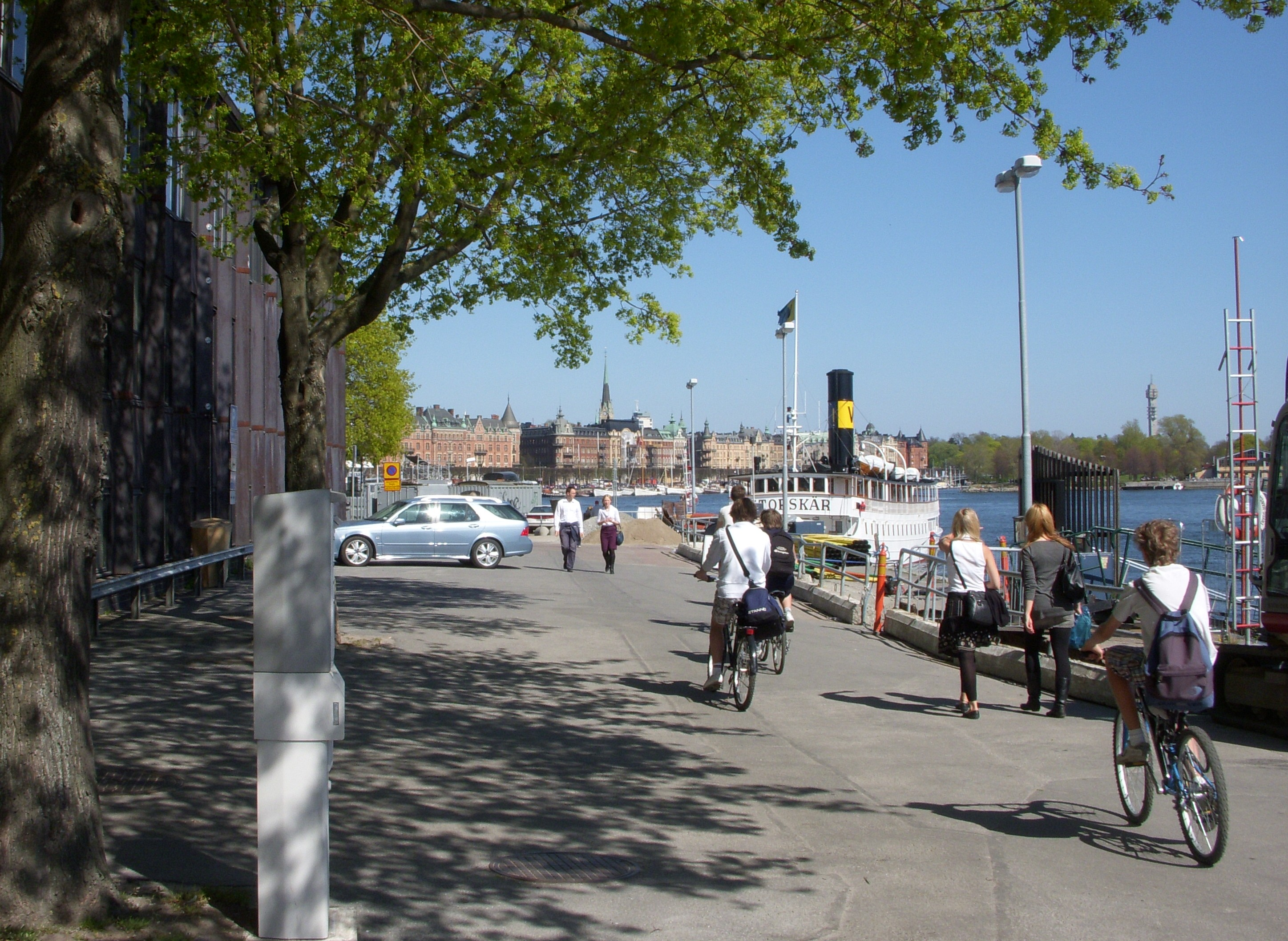
Museikajen i maj 2009
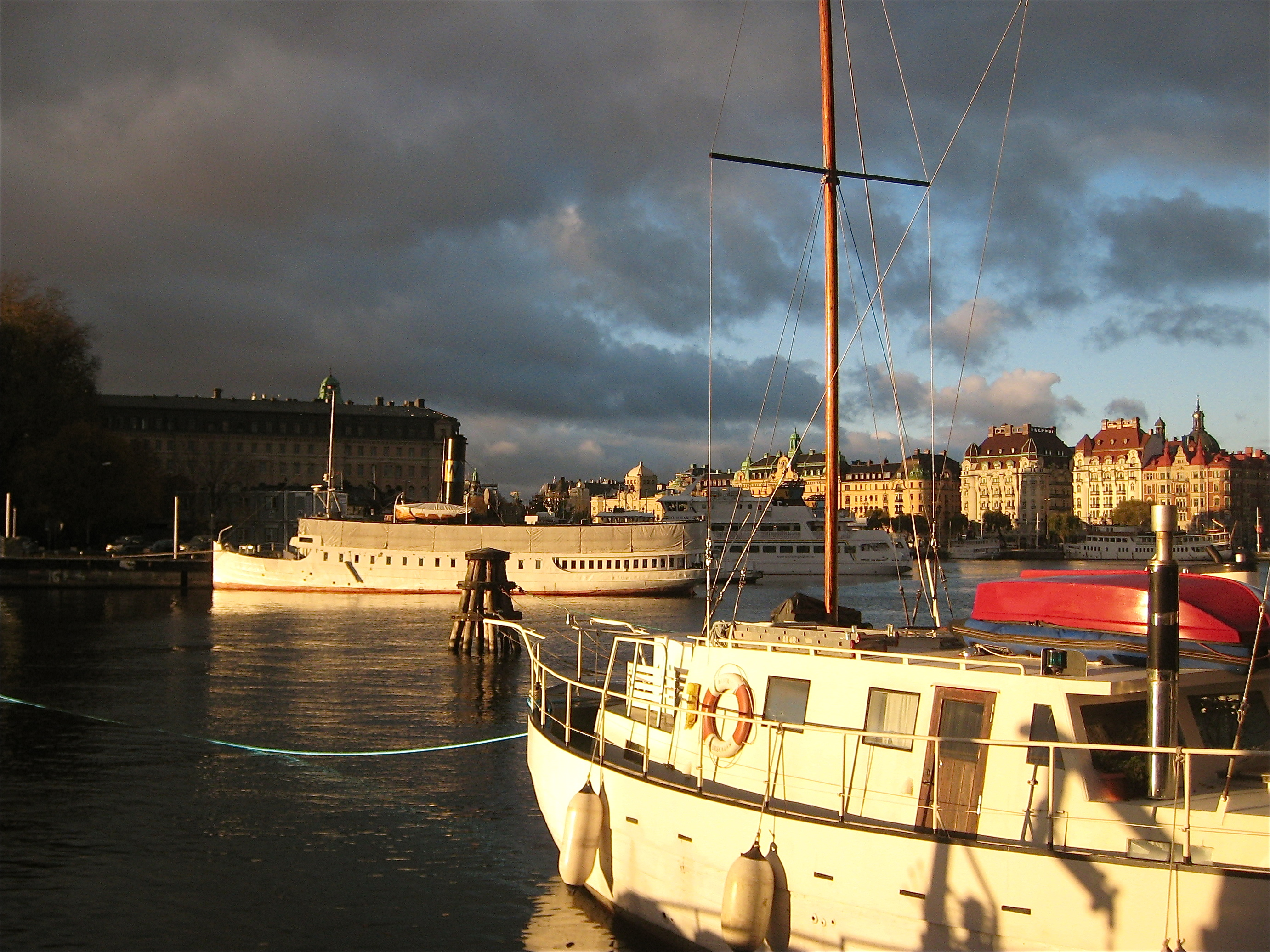
Musiekajen sedd från Skeppsholmen i oktober 2009